# Kali ethyl xanthat
Kali ethyl xanthat là một hợp chất sulfur hữu cơ với công thức hóa học CH3CH2OCS2K. Nó là một chất bột màu vàng nhạt được sử dụng trong công nghiệp khai khoáng để chia tách quặng. Không giống như hợp chất có liên quan là natri ethyl xanthat, muối kali này tồn tại như là một muối khan.

## Sản xuất và tính chất
Các muối xanthat được điều chế bằng phản ứng của các rượu với cacbon đisulfua. Alkoxit được sinh ra tại chỗ (in situ) từ kali hydroxide:
CH3CH2OH + CS2 + KOH → CH3CH2OCS2K + H2O
Kali ethyl xanthat tương đối ổn định ở pH cao nhưng nhanh chóng thủy phân với pH <9 ở 25 °C. Không giống như dẫn xuất của natri, kali ethyl xanthat kết tinh như là một muối khan và không hút ẩm.

## Ứng dụng
Kali ethyl xanthat chủ yếu được sử dụng trong công nghiệp khai khoáng như là một thuốc tuyển nổi để chiết tách các loại quặng đồng, niken và bạc. Phương pháp này khai thác ái lực của các kim loại "mềm" này đối với các phối tử sulfur hữu cơ.
Kali ethyl xanthat là một thuốc thử hữu ích để điều chế các este xanthat từ các halide alkyl và aryl. Các este xanthat tạo ra là các chất trung gian hữu ích trong các phản ứng tổng hợp hữu cơ.

## An toàn
Các xanthat là các chất độc do chúng giải phóng ra cacbon đisulfua. LD50 của kali ethyl xanthat là 683 mg/kg (đường miệng, chuột cống).